# Beate Salje
Beate Salje, née en 1948 à Lünen (Allemagne), est une archéologue allemande spécialiste du Proche-Orient. De 1998 à 2014, elle a été directrice du Vorderasiatisches Museum de Berlin.

## Biographie
Après avoir travaillé comme bibliothécaire, Beate Salje étudie à la Freie Universität Berlin. Alors qu'elle estt encore étudiante, elle participe à deux grandes expositions spéciales au Musée de la préhistoire et de l'histoire ancienne de Berlin (Museum für Vor- und Frühgeschichte) : Syrien, Land des Baal et Frühe Phöniker im Libanon (Syrie, pays de Baal et Premiers Phéniciens au Liban). En 1989, elle obtient son doctorat avec une thèse sur Der „common style“ der Mitanni-Glyptik und die Glyptik der Levante und Zyperns in der späten Bronzezeit (Le "style commun" de la Glyptique du Mitanni et de la Glyptique du Levant et de Chypre à la fin de l'âge du bronze). Après ses études, elle travaille comme consultant au département Orient de l'Institut archéologique allemand. À ce poste, elle participe, entre autres, aux fouilles du Musée du Proche-Orient (Vorderasiatischen Museum) à Uruk/Warka.
Le 1er février 1998, Salje devient directeur du Vorderasiatischen Museum, succédant à Evelyn Klengel-Brandt. Au cours de son mandat, le musée réalise plusieurs expositions majeures, telles qu'Agatha Christie et l'Orient, Criminalistique et archéologie (2001), Rising Assur, 100 ans de fouilles allemandes en Assyrie (2003), Visages de l'Orient, 10 000 ans d'art et de culture de Jordanie (2005), Babylone - Mythe et vérité (2008), Les dieux sauvés du palais de Tell Halaf (2011) et Uruk - 5000 ans de mégapole (2013). Elle prend sa retraite fin février 2014. Le conseil d'administration de la Fondation du patrimoine culturel prussien choisit Markus Hilgert pour lui succéder.
L'axe principal des recherches de Beate Salje est la glyptique. Elle utilise ce type de trouvailles pour examiner les relations internationales dans le Levant de l'âge du bronze tardif. Elle est membre correspondant de l'Institut archéologique allemand.

## Publications
- Der „common style“ der Mitanni-Glyptik und die Glyptik der Levante und Zyperns in der späten Bronzezeit, Zabern, Mainz, 1990 (= Baghdader Forschungen. Band 11),  (ISBN 3-8053-1219-9).
- Comme Hrsg. avec Rainer Michael Boehmer, Friedhelm Pedde: Uruk. Die Gräber. Zabern, Mainz, 1995 (= Ausgrabungen in Uruk-Warka. Band 10),  (ISBN 3-8053-1590-2).
- Avec Hartmut Kühne: Kamid el-Loz. Die Glyptik. Habelt, Bonn 1996 (= Kamid el-Loz. Band 15),  (ISBN 3-7749-2766-9).
- Comme Hrsg.: Vorderasiatische Museen. Gestern, heute, morgen. Berlin, Paris, London, New York. Eine Standortbestimmung. von Zabern, Mainz 2001,  (ISBN 3-8053-2778-1).
- Avec Nadine Riedl et Günther Schauerte, 10000 Jahre Kunst und Kultur aus Jordanien. Gesichter des Orients. Kunst- und Ausstellungshalle der Bundesrepublik Deutschland/Vorderasiatisches Museum Berlin, Bonn/Berlin, 2004,  (ISBN 3-8053-3454-0).

## Littérature
- Gerhard Zimmer, Dr. Beate Salje – Die neue Leiterin des Vorderasiatischen Museums Berlin, in: EOS 2/1998, p. 29.
- Museums Journal 12, 1998, p. 96.
- Margarete van Ess; Beate Salje zum Abschied, in: Museums-Journal, Heft 2/2014, pp. 8–9.